# Општина Одореу (Сату Маре)
Одореу (рум. Odoreu) општина је у Румунији у округу Сату Маре.
Oпштина се налази на надморској висини од 127 m.